# Nossa Senhora de Fátima (Lissabon)
Nossa Senhora de Fátima war eine portugiesische Gemeinde (Freguesia) im 3. Bairro der Hauptstadt Lissabon. 
Die Gemeinde entstand am 7. Februar 1959 aus der Abtrennung von der Gemeinde São Sebastião da Pedreira. Namengebend war die 1938 errichtete Igreja de Nossa Senhora de Fátima. Im Zuge der Verwaltungsreform von 2013 ging sie in der neuen Freguesia Avenidas Novas auf.

## Bauwerke
- Igreja de Nossa Senhora de Fátima
- Museu Calouste Gulbenkian
- Praça de Touros do Campo Pequeno, Stierkampfarena
- Wohnhaus Avenida da República, nº 23
- Palácio Galveias
- Túnel do Rego